# Dicliptera laxata
Espèce
Dicliptera laxata C.B.Clarke est une espèce de plantes à fleurs de la famille des Acanthaceae et du genre Dicliptera, présente en Afrique tropicale.

## Distribution
L'espèce est présente à l'ouest du Cameroun et en Guinée équatoriale (Bioko), à travers le bassin du Congo et en Afrique de l'Est.

## Utilisation
La médecine traditionnelle a recours à ses propriétés, notamment anti-inflammatoires, dans plusieurs pays.